# Okinawayusurika akiensis
Okinawayusurika akiensis är en tvåvingeart som beskrevs av Sasa, Shimomura och Matsuo 1991. Okinawayusurika akiensis ingår i släktet Okinawayusurika och familjen fjädermyggor. Inga underarter finns listade i Catalogue of Life.